# Jesus, med längtan jag öppnar
Jesus, med längtan jag öppnar är en psalm med text och musik skriven 1972 av Dan-Jacob Peterson.

## Publicerad som
- Segertoner 1988 som nr 612 under rubriken "Efterföljd – helgelse".[1]